# Apoclima signaticorne
Apoclima signaticorne là một loài tò vò trong họ Ichneumonidae.